# 米希伊夫卡
50°43′16″N 27°26′38″E / 50.72111°N 27.44389°E
米希伊夫卡（烏克蘭語：Михіївка），是烏克蘭北部的村莊，隸屬日托米爾州的茲維亞赫爾區。該村始建於1652年，面積1.18平方公里，海拔高度189米，2001年人口200，人口密度每平方公里169.78人。